# E71 (európai út)
Az E71-es európai út az európai úthálózat része, teljes hossza 1016 km. A szlovákiai Kassától az Adriai-tengerig, a horvátországi Splitig tart.

## Útvonal
Szlovákia
- : Kassa–Enyicke
- : Enyicke–Migléc

 Magyarország
- Tornyosnémeti–Miskolc–Mezőcsát
- : Mezőcsát–Gyöngyös–Gödöllő
- : Gödöllő–Budapest
- : Budapest–Törökbálint
- : Törökbálint–Letenye

 Horvátország
- : Muracsány–Zágráb
- : Zágrábi elkerülő szakasz
- : Zágráb–Split
- Split

## Magyarországi szakasza
Az E71-es út Tornyosnémetiben érkezik meg Szlovákia felől, majd a M30-as autópályát követi Miskolcot érintve Mezőcsátig (Miskolctól Mezőcsátig közös az út nyomvonala van az E79-essel), ezután ráfordul az M3-asra, amelyet Gödöllőig követ, utána az M31-esen éri el Nagytarcsát (ez az autópálya teljes hosszában egybeesik az E71-essel), majd az M0-son déli irányból félkörívben kerüli el Budapestet – az M4-es autóútnál az E60-as, majd az M5-ös csomópontjánál az E75-össel is közös szakaszon halad, majd az M6-os csomópontjánál ágazik ki az E73, végül Törökbálintnál az M7-es autópályára fordul rá. Itt az előbb említett két európai útról leválik, azok az M1-esen haladnak tovább. Az M7-esen a letenyei országhatárnál ér át Horvátországba az út. Székesfehérváron beletorkollik az E66 (a 63-as út csomópontjánál), majd Nagykanizsától (a 74-es út csomópontjától) az E65-össel közösen halad az országhatárig.